# Domangart II de Dalriada
Domangart mac Domnaill roi des Scots de Dál Riata de 660 à 673.

## Règne
Fils cadet de Domnall Brecc.
Son règne n'est pas mentionné par le Duan Albanach ni pas les Synchronismes de Flann Mainistreach. Il apparaît par contre dans les généalogies postérieures des rois de Dal Riada.
Il semble en effet qu’il ait occupé le trône après son oncle Conall Crandomna mais seul son meurtre est relevé par les annalistes irlandais à l’année 673.
Son cousin germain Máel-Duin mac Conaill semble avoir assuré sa succession pour le Cenél Gabrain mais il doit rapidement à faire face aux prétentions du Cenél Loairn dont Ferchar Fota était devenu le roi avant 678.